# Ctenophthalmus formasanus
Ctenophthalmus formasanus är en loppart som beskrevs av Vladimir Svihla 1942. Ctenophthalmus formasanus ingår i släktet Ctenophthalmus och familjen mullvadsloppor. Inga underarter finns listade i Catalogue of Life.